# 因编辑维基百科而被监禁的人列表
多位维基百科编者已因编辑该百科全书而被他们的政府监禁。

## 白俄罗斯

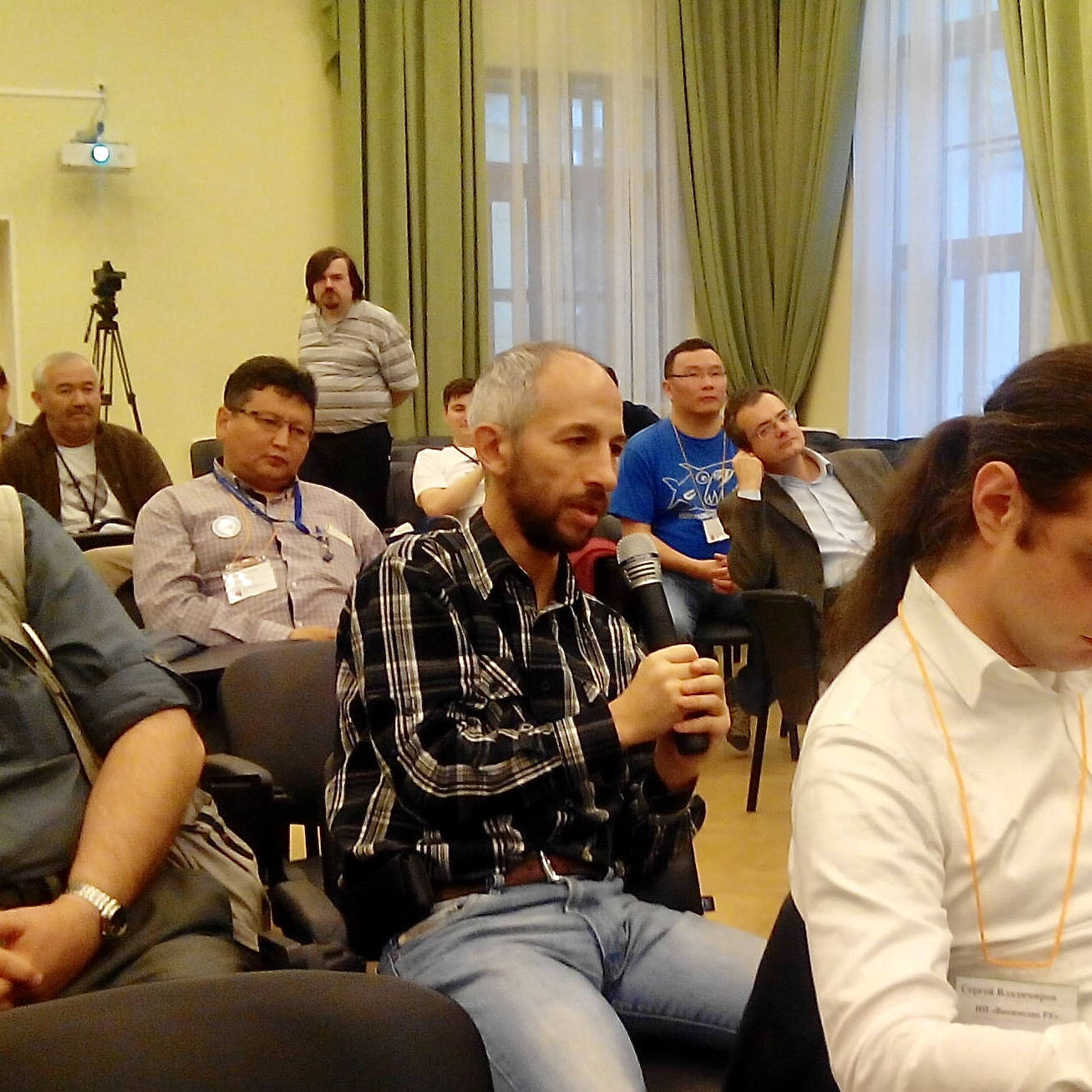
马克·伯恩斯坦（手持麦克风），2014年9月14日于莫斯科的维基大会

白俄罗斯的俄语维基百科编者马克·伯恩斯坦（俄语：Марк Израйлевич Бернштейн），由于编辑有关2022年俄罗斯入侵乌克兰的条目，于2022年3月11日被以违反2022年第32-FZ號聯邦法律为由逮捕，并被判处15日监禁和3年限制人身自由。
帕维尔·佩尔尼考，或按俄語名譯帕維爾·佩爾尼科夫（俄语：Павел Перников），白俄罗斯白俄罗斯语维基百科编者，于2022年4月7日被以“败坏白俄罗斯共和国名声”的网上言论（其中包括编辑有关白俄罗斯政治压迫的维基百科条目）为由判处两年流放。

## 沙特阿拉伯

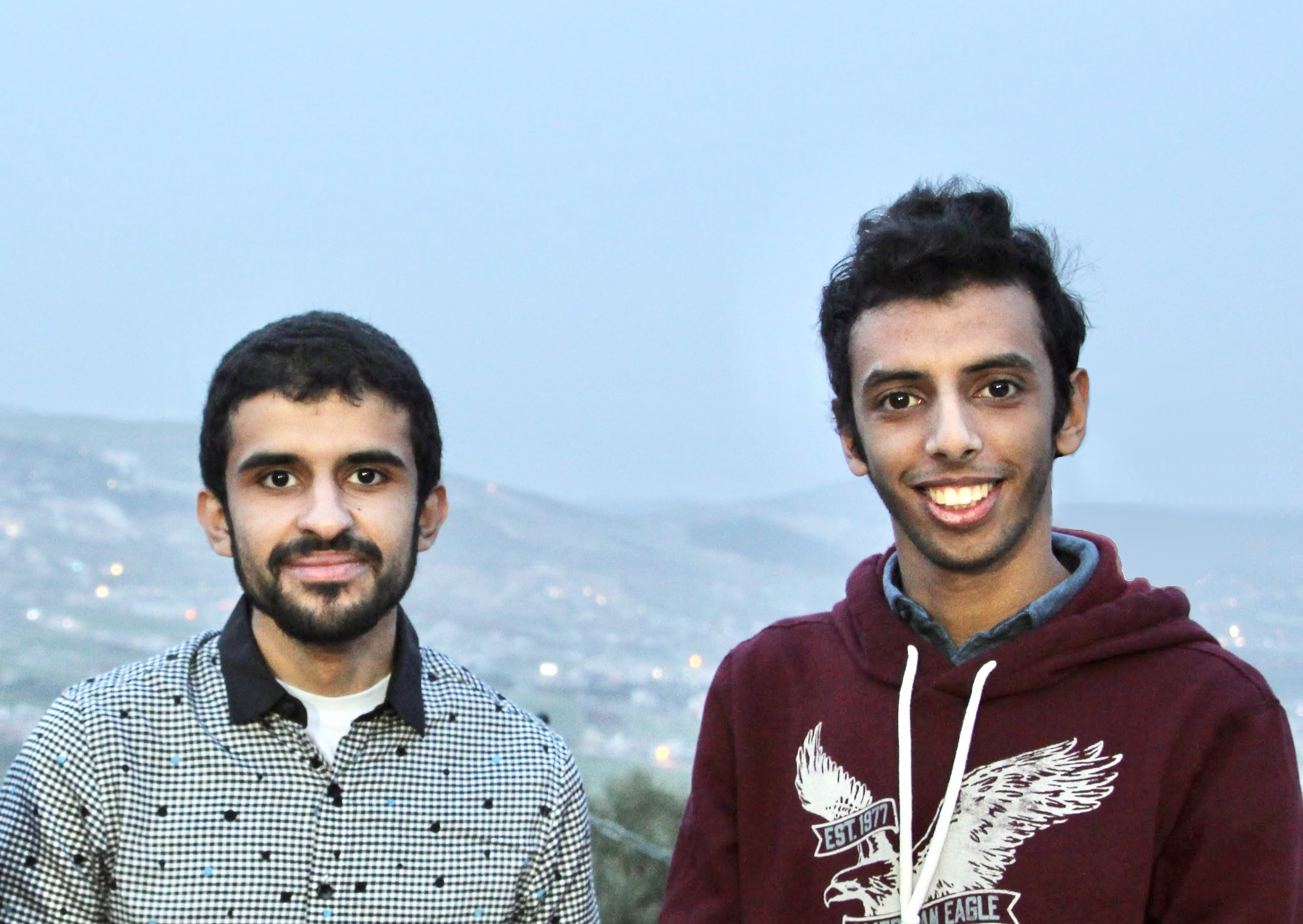
奥萨马·哈立德（左）与齐亚德·苏菲亚尼，两位在2020年分别被沙特阿拉伯政府监禁32年和8年的维基人

奥萨马·哈立德（阿拉伯语：‎），阿拉伯语维基百科的已知的两名沙特阿拉伯管理员之一，于2020年9月被以“动摇舆论”和“违反公德”（其中包括进行“批评沙特阿拉伯对政治活动者的迫害”的编辑）为由判处五年监禁。根据现在就要阿拉伯世界的民主和黎巴嫩非政府组织社交媒体互换，作为一项延长政治犯刑期的运动的一部分，哈立德的刑期于2022年9月被增加到32年。
另外一位被逮捕的沙特人是齐亚德·苏菲亚尼（阿拉伯语：‎）。他同样因为进行“批评沙特阿拉伯对政治活动者的迫害”的编辑，被以“动摇舆论”和“违反公德”的罪名起诉。2022年9月，齐亚德被判处八年监禁。